# 가제트
가제트(Gazette)는 공식 저널, 기록 신문, 또는 단순 신문이다.
영어권 및 프랑스어권 국가에서는 17세기부터 신문 출판업자들이 가제트라는 명칭을 사용해 왔으며, 오늘날에는 수많은 주간지와 일간지가 가제트라는 이름을 갖고 있다.

## 어원학
가제트는 프랑스어에서 온 외래어로서, 16세기 이탈리아 가제타(gazzetta)의 순열어로, 베네치아 동전의 이름이다. 가제타는 16세기 초중반 베네치아 신문이 한 가제타(영국의 《페니 공포 소설》이나 미국의 《다임 노블》과 같은 언어 출판의 다른 언어들과 비교)를 하는 동안 신문의 비명이 되었다. 이 외래어는 다양한 부패와 함께 수많은 현대 언어(슬라브어, 튀르크어)로 남아있다.